# 1905年ウィンブルドン選手権
1905年 ウィンブルドン選手権（1905ねんウィンブルドンせんしゅけん、The Championships, Wimbledon 1905）に関する記事。イギリス・ロンドン郊外にある「オールイングランド・ローンテニス・アンド・クローケー・クラブ」にて開催。

## 大会の流れ
- 男子シングルスは1878年、女子シングルスは1886年から「チャレンジ・ラウンド」（Challenge Round, 挑戦者決定戦）と「オールカマーズ・ファイナル」（All-Comers Final）方式で優勝を決定していた。大会前年度優勝者を除く選手は「チャレンジ・ラウンド」に出場し、前年度優勝者への挑戦権を争う。前年度優勝者は、無条件で「オールカマーズ・ファイナル」に出場できる。チャレンジ・ラウンドの勝者と前年度優勝者による「オールカマーズ・ファイナル」で、当年度の選手権優勝者を決定した。
- 初期のウィンブルドン選手権のように、外国人出場者が少なかった時期は、地元イギリス人選手の国旗表示を省略する。
- 女子ダブルスと混合ダブルスは、最初は「選手権公認外競技」（Non-Championship Event）として扱われた。これは公式競技ではないため、ウィンブルドン選手権の優勝記録表には含まれていないが、日本語版の本記事では女子ダブルスと混合ダブルスの「選手権公認外競技」の結果も記載する。

## 大会前年度優勝者
- 男子シングルス：ローレンス・ドハティー
- 女子シングルス：ドロテア・ダグラス
- 男子ダブルス：レジナルド・ドハティー＆ローレンス・ドハティー

## 男子シングルス

### チャレンジラウンド
準々決勝
- アーサー・ゴア vs.  アンソニー・ワイルディング　8-6, 6-2, 6-2
- ノーマン・ブルックス vs. フランク・ライスリー　6-3, 6-2, 6-4
- シドニー・スミス vs.  ウィリアム・ラーンド　6-2, 6-4, 6-4
- ジョシア・リッチー vs. アーサー・クローニン　6-0, 6-2, 6-0

準決勝
- ノーマン・ブルックス vs. アーサー・ゴア　6-3, 9-7, 6-2
- シドニー・スミス vs. ジョシア・リッチー　6-0, 3-6, 6-4, 4-6, 6-1

決勝
- ノーマン・ブルックス vs. シドニー・スミス　1-6, 6-4, 6-1, 1-6, 7-5

### オールカマーズ決勝
- ローレンス・ドハティー vs.  ノーマン・ブルックス　8-6, 6-2, 6-4　（L・ドハティーが本大会の優勝者になる）

## 女子シングルス

### チャレンジラウンド
準々決勝
- アグネス・モートン vs. H・I・ハーパー　6-2, 6-4
- メイ・サットン vs. エセル・トムソン　8-6, 6-1
- ブランチ・ビングリー・ヒルヤード vs. ドラ・ブースビー　6-3, 6-2
- コンスタンス・ウィルソン vs. B・M・ホルダー　6-2, 6-0

準決勝
- メイ・サットン vs. アグネス・モートン　6-4, 6-0
- コンスタンス・ウィルソン vs. ブランチ・ビングリー・ヒルヤード　7-5, 9-11, 6-2

決勝
- メイ・サットン vs. コンスタンス・ウィルソン　6-3, 8-6

### オールカマーズ決勝
- メイ・サットン vs. ドロテア・ダグラス　6-3, 6-4　（サットンが本大会の優勝者になる。外国人選手として最初のウィンブルドン優勝）

## 決勝戦の結果
男子シングルス
- ローレンス・ドハティー vs.  ノーマン・ブルックス　8-6, 6-2, 6-4　［オールカマーズ決勝］

女子シングルス
- メイ・サットン vs. ドロテア・ダグラス　6-3, 6-4　［オールカマーズ決勝］

男子ダブルス
- レジナルド・ドハティー＆ローレンス・ドハティー vs. シドニー・スミス＆フランク・ライスリー　6-2, 6-4, 6-8, 6-3　［オールカマーズ決勝］

女子ダブルス
- エセル・トムソン＆ウィニフレッド・ロングハースト vs.  メイ・サットン＆アグネス・モートン　6-3, 6-3　［選手権公認外競技］

混合ダブルス
- アーサー・ゴア＆コンスタンス・ウィルソン vs.  アンソニー・ワイルディング＆エセル・トムソン　8-6, 6-4　［選手権公認外競技］